# Ham Kee-yong
Ham Kee-yong (Shunsen, Corea del Sur; 14 de noviembre de 1930 – 9 de noviembre de 2022) fue un atleta surcoreano que se especializaba en la maratón.

## Carrera
Fue conocido por ganar la maratón de Boston en 1950 con un tiempo de 2:32:39 entrenado por Sohn Kee-chung, ganador de la maratón en los Juegos Olímpicos de Berlín 1936. Fue el último competidor de Corea del Sur en haber ganado la maratón de Boston hasta 2001 cuando la ganó Lee Bong-ju.
Cuando llegó a su país no se pudo celebrar su victoria a causa de la Guerra de Corea que inició el 25 de junio de 1950, por lo que el festejo se postergó hasta el 18 de abril de 2004 en un celebración hecha en la ciudad de Chuncheon, ciudad natal de Ham.

## Logros
| Corea del Sur | Corea del Sur     | Corea del Sur          | Corea del Sur | Corea del Sur | Corea del Sur |
| ------------- | ----------------- | ---------------------- | ------------- | ------------- | ------------- |
| 1950          | Maratón de Boston | Boston, Estados Unidos | 1°            | Maratón       | 2:32:39       |